# Manzanares (Castille-La Manche)
Pour les articles homonymes, voir Manzanares.
Manzanares est une commune d'Espagne de la province de Ciudad Real dans la communauté autonome de Castille-La Manche.

## Administration
| Période                                  | Période | Identité | Étiquette | Qualité |
| ---------------------------------------- | ------- | -------- | --------- | ------- |
|                                          |         |          |           |         |
| Les données manquantes sont à compléter. |         |          |           |         |

## Industrie
Une centrale solaire aérothermique expérimentale est construite en 1982 sous la direction de l'ingénieur allemand Jörg Schlaich par le bureau d'étude allemand Schlaich Bergermann & Partners grâce à un financement du Ministère allemand de la recherche et de la technologie. Elle est composée d'une cheminée cylindrique de 195 mètres de haut et de 10 m de diamètre, au centre d'un collecteur solaire circulaire de 244 m de diamètre avec 6 000 m2 de vitrages à 2 m au-dessus du sol, permettant de chauffer l'air. La puissance prévue est de 50 kW. Conçue comme une structure pilote qui ne devait durer que trois ans, elle fonctionne jusqu'en 1989, jusqu'à ce qu'une tempête brise la cheminée mal haubanée. 

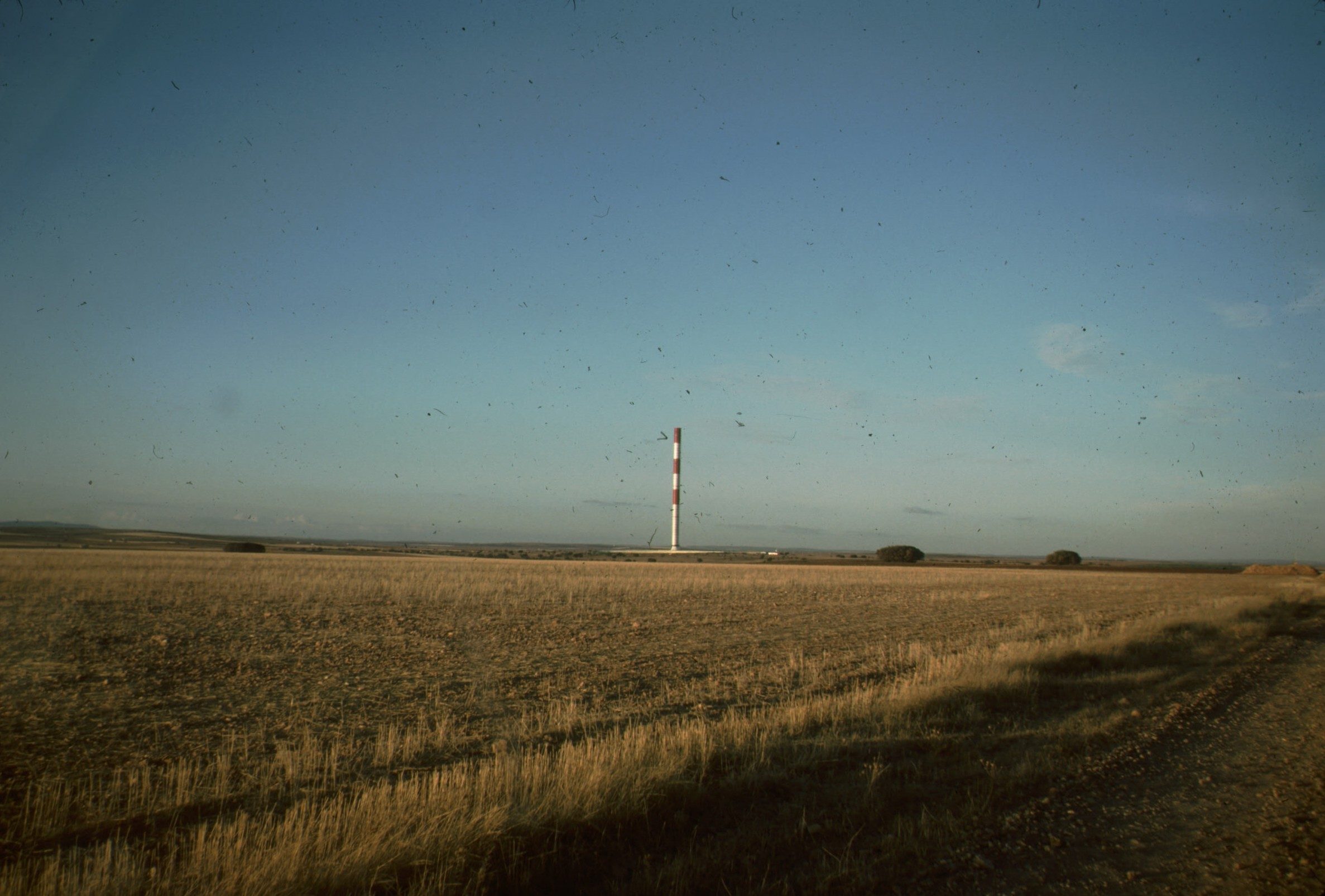
Vue de la centrale solaire aérothermique construite en 1982